# Christian Discipling Ministries International
Christian Discipling Ministries International (CDMI) – wydawnictwo i niewielka grupa wyznaniowa, która pojawiła się w Stanach Zjednoczonych w środowisku badackim w roku 1928. Odrzuciła ona większość pism Charlesa T. Russella przyjmując nauczanie Ernesta C. Henningesa i Matthew L. McPhaila. Grupa ta wywiera wpływ na lokalne wspólnoty badackie na terenie Stanów Zjednoczonych, Włoch i innych krajów. Do roku 2011 grupa posługiwała się nazwą „Christian Millennial Fellowship”.

## Historia

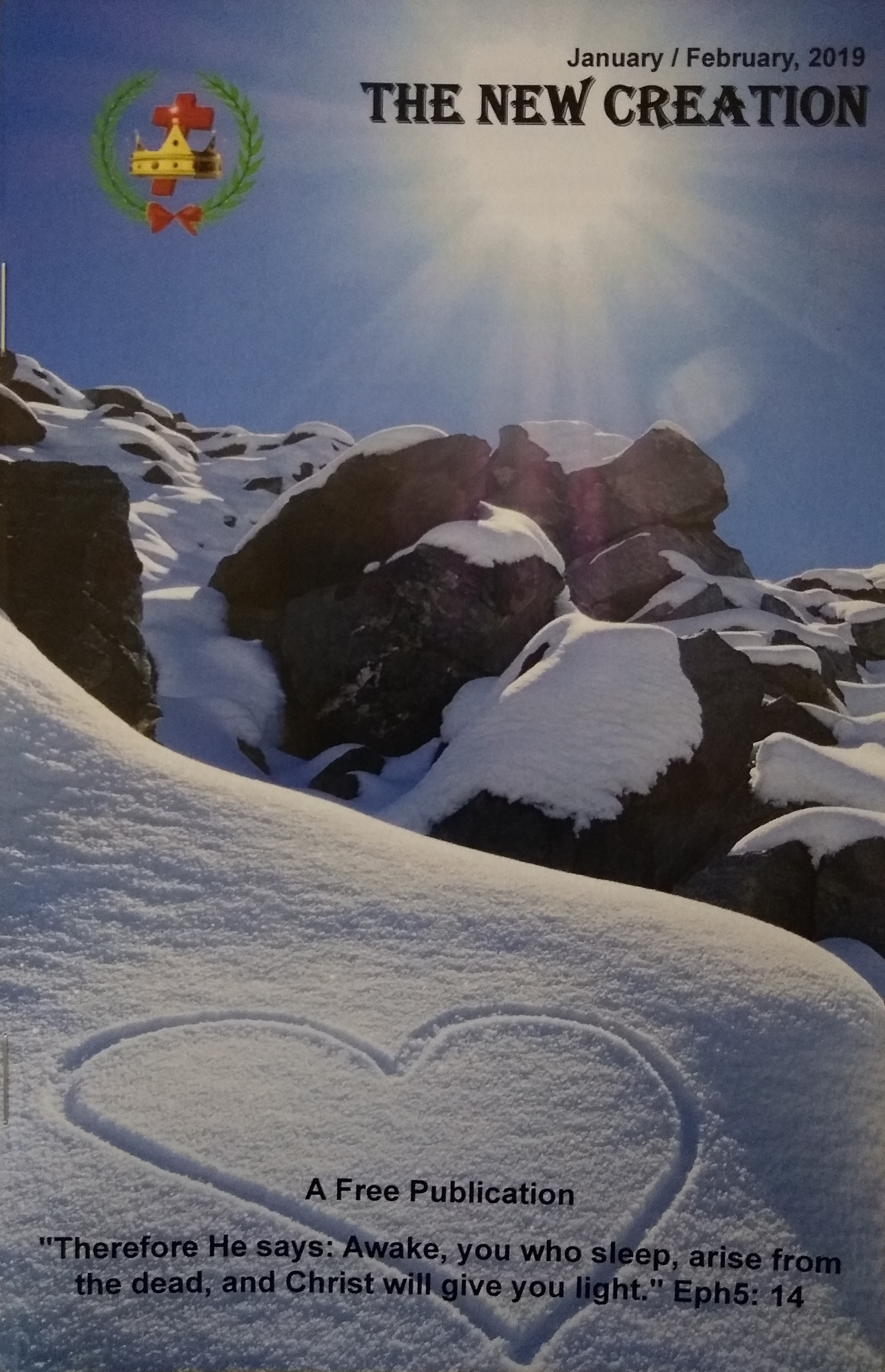
Czasopismo „The New Creation”
(styczeń–luty 2019)

W 1928 roku w Hartford w stanie Connecticut włoska grupa osób, które opuściły zbory związane z Towarzystwem Strażnica utworzyła kongregację znaną jako „New Creation Fellowship”. W 1938 roku grupa ta utworzyła „Christian Millennial Fellowship” (CMF) jako swoje narzędzie wydawnicze. Jednym z członków grupy był Gaetano Boccaccio (1906–1996), który z ruchem badackim związał się w roku 1915. W roku 1940 zaczął on publikować czasopismo „The New Creation – A Herald of Christ's Kingdom”. Później Boccaccio rozszerzył swoją działalność publikując traktaty i broszury religijne dostępne w kilku krajach. Wydawnictwo z czasem zreorganizowano i przeniesiono do New Jersey. Posiadało ono małe oddziały w kilku krajach.
Kilka lat później na Gaetano Boccaccio zaczęły wpływać pisma Ernesta C. Henningesa i Matthew L. McPhaila. W końcu CMF odrzucił większość pism C.T. Russell uznając je za błędne. Po śmierci Boccaccio w 1996 roku, działalność kontynuował Elmer Weeks z Port Murray w stanie New Jersey. Jesienią 2011 r. CMF przyjął nazwę „Christian Discipling Ministries International” (CDMI). CDMI jest niewielką grupą wyznaniową, która swobodnie współpracuje z lokalnymi wspólnotami badackimi oraz z różnymi niezależnymi ugrupowaniami chrześcijańskimi o różnej orientacji.